# 番家一路
番家 一路（ばんか いちろ、2010年6月15日 - ）は、日本の子役。神奈川県出身。

## 来歴
2020年から子役として活動。
2022年の映画『サバカン SABAKAN』で主演に抜擢され、第46回日本アカデミー賞新人俳優賞を受賞。

## 人物
- 5人きょうだいの2番目（長男）で、姉・妹・弟2人がいる[1][2][3]。
- 姉以外は、同じ事務所に所属する子役[1][2][3]。
- 特技は、マット運動と子守り。
- 5人きょうだいそろって東海ジュニアレスリングクラブに所属しており、自身と姉・妹は、神奈川県大会の優勝経験者。

## 出演

### 映画
- サバカン SABAKAN（2022年） - 主演・久田孝明（子供時代） 役[4]

### テレビドラマ
- 連続テレビ小説（NHK）
  - おかえりモネ 第21週（2021年） - マサノリ 役
  - ちむどんどん（2022年） - 息子のタケシ 役
- 再雇用警察官3（2021年、テレビ東京） - 補導される少年 役
- 二十四の瞳（2022年、NHK BSプレミアム・BS4K） - 小6の仁太 役

### バラエティ
- 草彅やすともの うさぎとかめ（2022年、読売テレビ）
- ワルイコあつまれ 第21回（2022年、NHK）
- 1周回って知らない話＆今夜くらべてみました「芸能界の気になる」合体3時間スペシャル（2021年、日本テレビ）
- 阿佐ヶ谷アパートメント（2022年、NHK）

### CM
- docomo（2021年）
- マロニー（2022年）
- ミツカン 金のつぶ たれたっぷり！たまご醤油たれ「うちの新定番編」（2022年）

## 受賞歴
- 第77回毎日映画コンクール - スポニチグランプリ新人賞[5]
- 第46回日本アカデミー賞 - 新人俳優賞[4]
- おおさかシネマフェスティバル2023 - 新人男優賞[6]